# Giorgio Barbetta
Giorgio Barbetta Manzocchi (ur. 1 września 1971 w Berbenno di Valtellina) – włoski duchowny katolicki, biskup pomocniczy Huarí od 2020.

## Życiorys
Święcenia kapłańskie przyjął 20 września 1998 i został inkardynowany do diecezji Gubbio. Przez trzy lata pracował duszpastersko w rodzinnej diecezji. W 2001 wyjechał do Peru i podjął pracę duszpasterską w diecezji Huarí. W 2007 został mianowany rektorem seminarium tej diecezji.
12 grudnia 2019 papież Franciszek mianował go biskupem pomocniczym diecezji Huarí oraz biskupem tytularnym Isola. Sakry udzielił mu 11 lutego 2020 nuncjusz apostolski w Peru – arcybiskup Nicola Girasoli.